# Wolfspeed
Wolfspeed, Inc. ist ein US-amerikanischer Entwickler und Hersteller von Halbleitern mit breitem Bandabstand, primär basierend auf dem Halbleiterwerkstoff Siliciumcarbid (SiC). Das Unternehmen hat seinen Firmensitz in Durham, North Carolina.

## Geschichte
Wolfspeed wurde 1987 als Cree Inc. am heutigen Firmensitz von sechs Personen gegründet, darunter Absolventen der North Carolina State University. 1989 entwickelte das Unternehmen die erste blaue Leuchtdiode (LED) auf Basis des indirekten Halbleiters Siliciumcarbid, wobei die Lichtausbeute dabei materialbedingt nur gering ist. Blaue Leuchtdioden in Folge mit höherer Lichtausbeute basieren auf Halbleitermaterialien wie Galliumnitrid. Auch aufgrund der zunehmenden Kommerzialisierung von LEDs wurde diese Sparte Anfang 2021 abgestoßen. Seitdem konzentriert sich Wolfspeed auf die Entwicklung und Herstellung von Halbleiterbauelementen für die Leistungselektronik wie beispielsweise Leistungs-MOSFETs auf Basis von Siliciumcarbid.
Am 14. Juli 2016 gab Infineon die Absicht bekannt, Wolfspeed zum Preis von 850 Millionen US-Dollar zu kaufen, was zu dem Zeitpunkt noch ein Tochterunternehmen der Cree Inc. war. Kurz vor der Umsetzung wurde die Übernahme jedoch durch das CFIUS als Risiko für die nationale Sicherheit eingestuft und verhindert. Seit 2021 firmiert das Unternehmen unter seinem heutigen Namen Wolfspeed. Gleichzeitig kündigte es eine strategische Partnerschaft mit General Motors an, bei der SiC-Technik für die Antriebstechnik von Elektroautos entwickelt und hergestellt werden soll. Zum Produktportfolio von Wolfspeed gehören Halbleiterchips für Energie- und Hochfrequenzanwendungen wie Transport, Stromversorgung, Wechselrichter und drahtlose Systeme.
Im Mai 2025 wurde bekannt, dass Wolfspeed überschuldet ist und ein Restrukturierungsverfahren nach Chapter 11 des US-Insolvenzrechts anstrebe. Am 30. Juni 2025 stellte Wolfspeed den entsprechenden Antrag.

## Standorte
Das Unternehmen hat 15 Standorte in neun Ländern.
Im April 2022 eröffnete Wolfspeed in Marcy, New York, seine neueste Fabrik zur Herstellung von SiC-Halbleitern. Die Kosten der Fabrik beliefen sich auf 1 Mrd. US-Dollar.
Im Januar 2023 wurde bekannt, dass Wolfspeed den Bau eines weiteren Halbleiterwerks in Europa plane. Dieses soll in Ensdorf im Saarland auf dem Gelände des ehemaligen Kraftwerk Ensdorf entstehen. Ein gemeinsames Forschungszentrum mit ZF Friedrichshafen, dessen größtes Werk für PKW-Antriebstechnik sich im nahen Saarbrücken befindet, ist ebenfalls an einem Standort in Deutschland geplant.
Am 23. Oktober 2024 gab die saarländische Ministerpräsidentin Anke Rehlinger bekannt, dass die geplante Chipfabrik in Ensdorf auf unbestimmte Zeit verschoben werde.